# Santa María Ajoloapan (Hueypoxtla)
Santa María Ajoloapan es una localidad de Hueypoxtla, uno de los 125 municipios del Estado de México en México. Es una comunidad urbana y la más poblada del municipio. Según el censo del 2010 tiene una población total de 9185 habitantes.

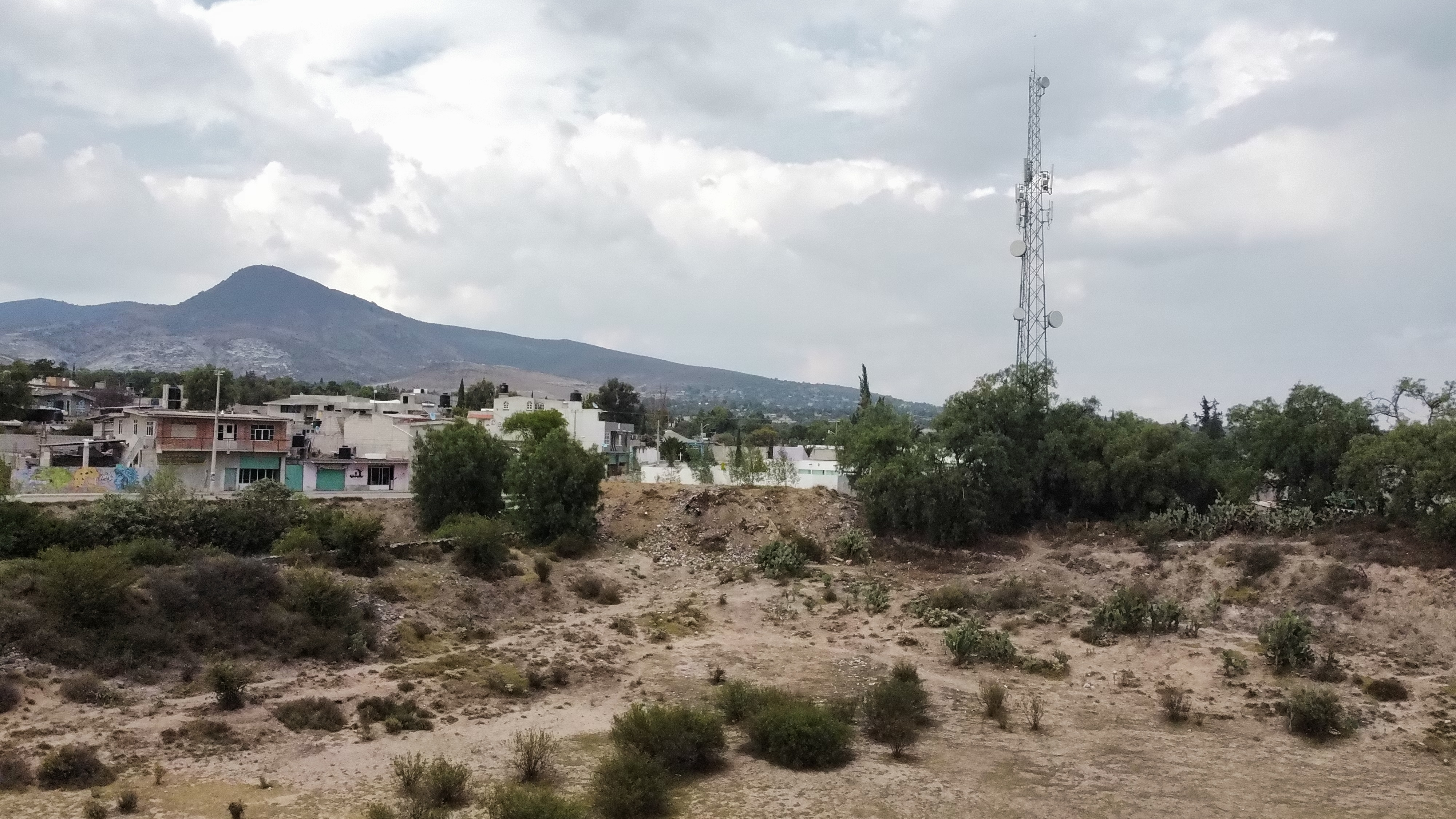
Jahuey Hueco, Cerro del picacho

## Referencias

Fotografia Centro de la comunidad
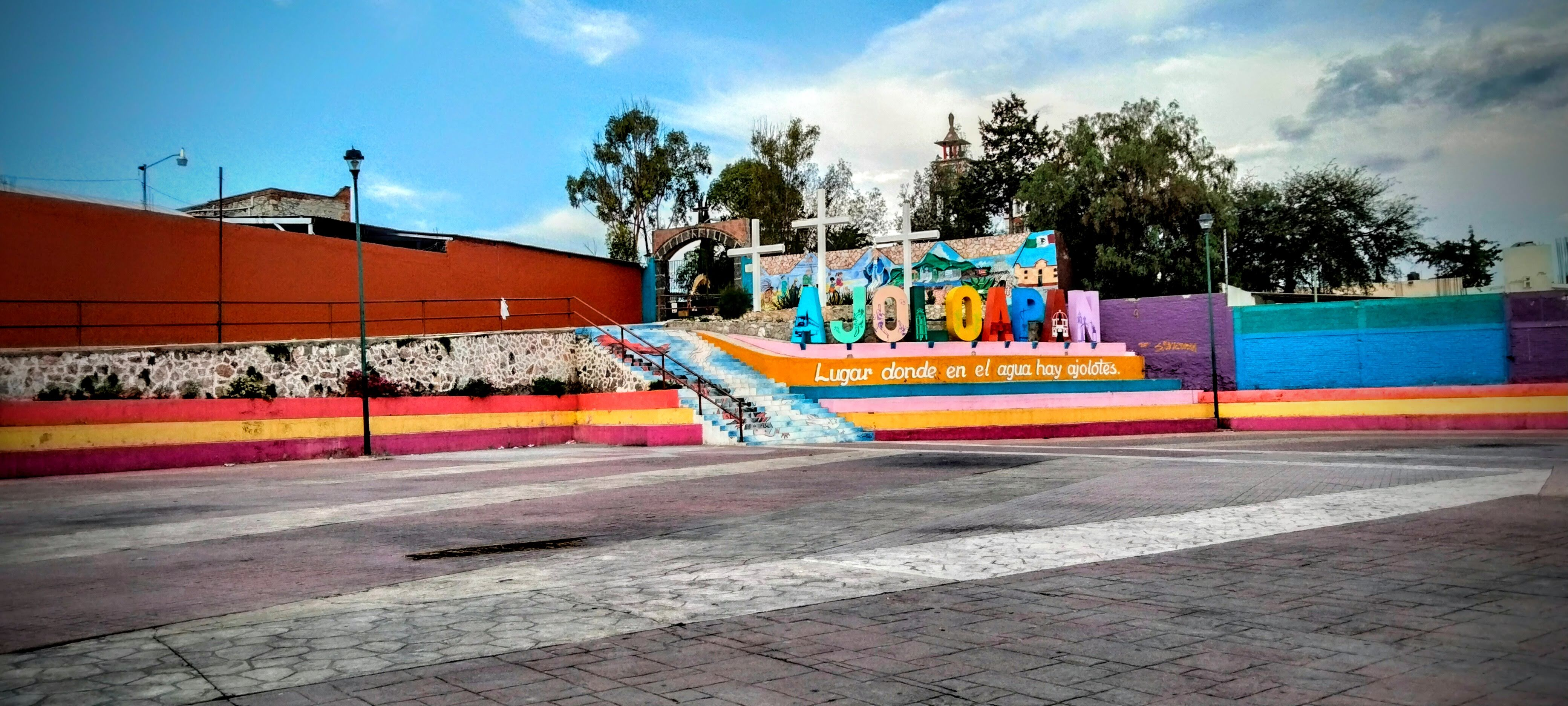
Archivo:Santa Maria Ajoloapan Hueypoxtla Edo Mexico, Cerro del picacho y Jahuey Hueco Fotografia Aerea PJAHQ (115).jpg

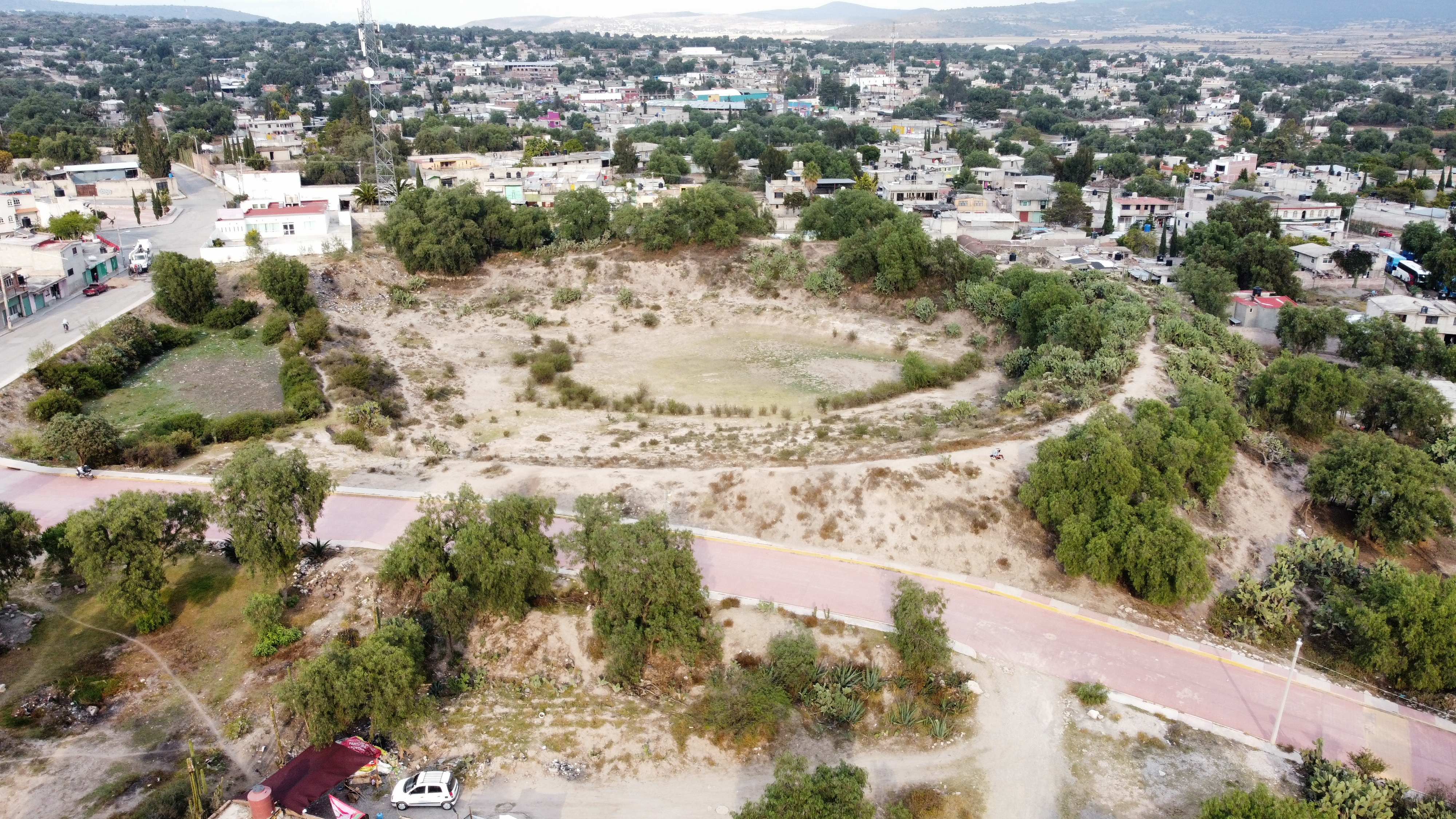